# Los Toldos (Salta)
Los Toldos é um município da província de Salta, na Argentina.